# Junioreuropamästerskapet i volleyboll för damer
Junioreuropamästerskapet (U20) i volleyboll för damer hade premiär 1966. Tävlingen arrangeras av Confédération Européenne de Volleyball. För yngre spelare finns ungdomseuropamästerskapet i volleyboll för flickor (U17). På världsmästerskapsnivå finns ungdomsvärldsmästerskapet i volleyboll för flickor (U18) och juniorvärldsmästerskapet i volleyboll för damer (U20). Fram till 2022 var maxåldern 19 år, men sedan 2024 är den 20 år.

## Upplagor
| Upplaga              | Podium                     | Podium                 | Podium          |
| Upplaga              | Guld                       | Silver                 | Brons           |
| -------------------- | -------------------------- | ---------------------- | --------------- |
| 1966 mer information | Sovjetunionen              | Östtyskland            | Tjeckoslovakien |
| 1969 mer information | Sovjetunionen              | Bulgarien              | Polen           |
| 1971 mer information | Sovjetunionen              | Rumänien               | Polen           |
| 1973 mer information | Sovjetunionen              | Tjeckoslovakien        | Ungern          |
| 1975 mer information | Sovjetunionen              | Tjeckoslovakien        | Östtyskland     |
| 1977 mer information | Sovjetunionen              | Tjeckoslovakien        | Östtyskland     |
| 1979 mer information | Sovjetunionen              | Östtyskland            | Tjeckoslovakien |
| 1982 mer information | Sovjetunionen              | Bulgarien              | Tjeckoslovakien |
| 1984 mer information | Sovjetunionen              | Italien                | Tjeckoslovakien |
| 1986 mer information | Sovjetunionen              | Östtyskland            | Bulgarien       |
| 1988 mer information | Sovjetunionen              | Italien                | Rumänien        |
| 1990 mer information | Sovjetunionen              | Tyskland               | Tjeckoslovakien |
| 1992 mer information | Oberoende staters samvälde | Tjeckoslovakien        | Italien         |
| 1994 mer information | Ryssland                   | Italien                | Tyskland        |
| 1996 mer information | Italien                    | Ryssland               | Polen           |
| 1998 mer information | Italien                    | Ryssland               | Tjeckien        |
| 2000 mer information | Tjeckien                   | Italien                | Polen           |
| 2002 mer information | Polen                      | Ukraina                | Belarus         |
| 2004 mer information | Italien                    | Serbien och Montenegro | Ryssland        |
| 2006 mer information | Italien                    | Kroatien               | Ukraina         |
| 2008 mer information | Italien                    | Ryssland               | Turkiet         |
| 2010 mer information | Italien                    | Serbien                | Tjeckien        |
| 2012 mer information | Turkiet                    | Serbien                | Italien         |
| 2014 mer information | Serbien                    | Slovenien              | Turkiet         |
| 2016 mer information | Ryssland                   | Serbien                | Turkiet         |
| 2018 mer information | Italien                    | Ryssland               | Polen           |
| 2020 mer information | Turkiet                    | Serbien                | Belarus         |
| 2022 mer information | Italien                    | Serbien                | Polen           |
| 2024 mer information | Turkiet                    | Italien                | Belgien         |

## Medaljörer
| Pos. | Lag                        | Guld | Silver | Brons |
| ---- | -------------------------- | ---- | ------ | ----- |
| 1    | Sovjetunionen              | 12   | -      | -     |
| 2    | Italien                    | 8    | 5      | 2     |
| 3    | Turkiet                    | 3    | -      | 3     |
| 4    | Ryssland                   | 2    | 4      | 1     |
| 5    | Serbien                    | 1    | 5      | -     |
| 6    | Polen                      | 1    | -      | 6     |
| 7    | Tjeckien                   | 1    | -      | 2     |
| 8    | Oberoende staters samvälde | 1    | -      | -     |
| 9    | Tjeckoslovakien            | -    | 4      | 5     |
| 10   | Östtyskland                | -    | 3      | 2     |
| 11   | Bulgarien                  | -    | 2      | 1     |
| 12   | Rumänien                   | -    | 1      | 1     |
|      | Tyskland                   | -    | 1      | 1     |
|      | Ukraina                    | -    | 1      | 1     |
| 15   | Kroatien                   | -    | 1      | -     |
|      | Serbien och Montenegro     | -    | 1      | -     |
|      | Slovenien                  | -    | 1      | -     |
| 18   | Belarus                    | -    | -      | 2     |
| 19   | Belgien                    | -    | -      | 1     |
|      | Ungern                     | -    | -      | 1     |